# Чарышский форпост
Чары́шский форпо́ст — сторожевое укрепление Кузнецко-колыванской линии, находится в селе Чарышское Алтайского края.

## История
Строительство Чарышского форпоста было осуществлено в 1765 году для защиты от набегов кочевников-джунгар. Разработчиками проекта были Шпрингер и Деколонг. Форпост занимал площадь в 3 гектара. Первыми, кто заселил фрпост, и охранял его, были казаки Сибирского казачьего войска с Терека и Кубани командированные в Сибирь для укрепления сибирских военных линий.
По периметру военные оборонные сооружения занимали 760 метров. Были построены: офицерский дом, являющий также штабом; канцелярия, казначейство, батальонный госпиталь, караульня, солдатская казарма с оружейной; пороховой погреб и артиллерийский сарай. Строительство равелина с восточной стороны форпоста было закончено немного позже — в начале 1770-х годов. Форпост окружал крепостной вал. Он представлял собой ров, выкопанный на полтора метра в глубину и шириной от четырех до десяти метров. Укрепительные сооружения эксплуатировались почти два века. В начале XIX века, когда неприятельские набеги больше не угрожали России, форпост стал не нужен, сооружения пришли в негодность, а затем постепенно разрушились. На его месте остались жилые дома, которые стали основой станицы Чарышской, ставшей в начале XX века крупнейшим казачьим населённым пунктом.
В Чарышском станичном  поселении в  1875  году стояло 135 дворов, было станичное правление и училище. Было 3 лавки, одно питейное заведение, возведена церковь. В селе ежегодно проходили крупные ярмарки, проживало 410 казаков (всего 790 жителей). По данным переписи 1893 года в Чарышском проживали 480 мужчин и 390 женщин. В 1911 году было: 191 двор, 715 мужчин и 683 женщины. Чарышский форпост располагался в районе современных улиц Чкалова и Комарова, переулков Школьный и Театральный села Чарышское.